# Blatnik pri Čermošnjicah
Blatnik pri Čermošnjicah je naselje u slovenskoj Općini Semiču. Blatnik pri Čermošnjicah se nalazi u pokrajini Dolenjskoj i statističkoj regiji Donjoposavskoj regiji. 

## Stanovništvo
Prema popisu stanovništva iz 2002. godine naselje je imalo 11 stanovnika.